# Charles Taylor (Mecánico aviación)
Charles Edward Taylor (24 de mayo de 1868 – 30 de enero de 1956) es considerado el primer mecánico de aviones al construir el primer motor de aviación usado por los Hermanos Wright y como desarrollador de las primeras habilidades mecánicas en la construcción y mantenimiento de los aviones y motores Wright.

## Biografía
En principio, Taylor fue contratador como mecánico de bicicletas, pero fue dejando las bicicletas conforme los hermanos Wright se involucraban en su aventura aeronáutica.
Cuando quedó claro que no existía en Estados Unidos, ningún motor con la suficiente relación peso potencia para su primer "Flyer" autopropulsado, los hermanos Wright buscaron a Taylor para hacer el trabajo. Él diseñó y construyó el motor de aluminio refrigerado por agua en solo seis semanas, basándose parcialmente en simples esquemas suministrados por los hermanos Wright. No está claro que empresa realizó la fundición, pero el motor de bloque y cigüeñal de aluminio pesaba 68.9 kg (152 Libras) y frente a la necesidad de un motor de por lo menos 8 caballos de potencia, el motor de Taylor suministraba 12.
En 1908 ayudó a Orville a construir y preparar la versión militar del "Flyer" para una demostración al ejército de los Estados Unidos en Fort Myer, Virginia. El 17 de septiembre el avión se estrelló al romperse una hélice, Orville quedó herido de gravedad y su pasajero, el teniente del ejército Thomas Selfridge, murió. Taylor fue de los primeros en llegar al accidente. Ayudó a sacar el cuerpo de Selfridge de entre los restos del aparato y permaneció junto a Orville hasta la llegada del servicio médico. 
Taylor tenía previsto ese mismo día su bautizo del aire, y en repetidas ocasiones, pidió a los hermanos Wright que le enseñaran a pilotar a lo que siempre se negaron aduciendo razones de seguridad, y posiblemente interesados más en su habilidad mecánica que en su habilidad como piloto. 
En septiembre de 1909 Taylor acompañó a Wilbur Wright, con el nuevo "Flyer Modelo A" a la Governor's Island, en Nueva York. Wilbur realizaría varios vuelos sobre el agua en la celebración del 300 aniversario de la exploración del río Hudson mostrando a millones de neoyorquinos el avión y la nueva tecnología práctica del vuelo. Charles era su asistente, pero no voló con él, se aseguraba que el motor funcionara perfectamente en los atrevidos y peligrosos vuelos sobre el agua. Ambos instalaron un flotador bajo el plano inferior del Flyer para tener flotabilidad en caso de una emergencia sobre el río Hudson.
Taylor se convirtió en jefe de mecánicos en la Wright Company tras ser formada en 1909. Cuando Calbraith Perry Rodgers realizó su viaje desde Long Island hasta California en 1911 con su recién adquirido aeroplano Wright, contrató los servicios de Taylor pagando 70 dólares a la semana (una gran cantidad de dinero para la época). Taylor siguió el vuelo por ferrocarril, llegando frecuentemente antes que el propio aeroplano a los puntos de encuentro programados donde preparar el avión para la siguiente etapa. 
Taylor ahorró la suficiente cantidad de dinero para comprar una granja con terreno cerca de Salton Sea al sudeste de California. Sin embargo, la grave crisis de la época le llevó a la ruina. Murió en la pobreza y solo en el hospital en 1956.
A pesar de que Taylor ha sido ignorado por la historia, es equivocado pensar que los hermanos Wright se aprovecharan de él, o que hicieran suyos sus logros. Los tres, en aquellos años de pioneros, fueron grandes amigos. La amistad con Orville Wright permaneció en el tiempo, hasta la muerte de Orville en 1948, dejando una cantidad de dinero anual para que "Charlie" pudiera vivir decentemente en sus últimos años.